# Бошко Кућански
Бошко Кућански (Крбавица код Коренице, 29. мај 1931 – Сарајево, 20. новембар 2016) био је босанскохерцеговачки вајар и стоматолог. Редовни је члан АНУБиХ.

## Биографија
Бошко Кућански је рођен 1931. године у селу Крбавица код Коренице, Лика, од учитеља Александра Кућанског (1905-1973) и учитељице Франице-Данице (1905-1980).Дјетињсво проводи у родном селу са оцем, мајком и баком Маријом. За четврти рођендан отац му из дрвета израђује птицу шарених крила, постављену на точкове. Овај очев поклон оставио је дубок траг на Бошка и дуго је представљао инспиративни подстицај за неке скулптуре и серију цртежа од којих се неки преведени у циклус графика „Вечни висови Арарата”. Основну школу похађао је у више мјеста Лике, Далмације, Босне и Србије. Завршава основну школу и у то вријеме спонатно почиње израђивати прве скулптуре од непрерађене глине коју суши на Сунцу. Гимназију је похађао у Шапцу. Завршио је Стоматолошки факултет Универзитета у Београду 1958. године и Медицински факултет Универзитета у Сарајеву. Такође је студирао историју уметности у Београду и ишао на студијска путовања у Италију, Француску, Шпанију, Немачку, Канаду и САД. Одбранио је своју докторски дисертацију 1965. године и положио испит специјалности из оралне хирургије 1971. године.
Редовни је члан Академија наука и умјетности БиХ од 1978. године. До сада је имао преко седамдесет самосталних изложби у земљи и иностранству. Добитник је 37 националних и међународних награда и признања.
Живио је и радио у Сарајеву, гдје је умро у 85. години живота.
У Источном Новом Сарајеву налази се галерија „Кућански“, у чијем се поставу налазе његова дела.

## Стваралаштво
Кућански је аутор више од три хиљаде скулптура, слика и графика у различитим материјалима и са различитим техникама. Нека од његових дела су:
- Тотемски пар, 1974.
- Споменик битке на Неретви, Макљен, 1978. (срушен 2000. године)
- Магична розета, 2008.
- Стојте галије царске, 2008.

## Награде
- Награда на изложби ликовне дјелатности Народне омладине у Београду (1950)
- Награда за скулптуру на студентском фестивалу у Шапцу (1958)
- Прва награда за рјешење партизанског спомен-обиљежја код Богатића (1961)
- Награда СУБНОР-а Југославије за скулптуру на тему НОБ (1962)
- Прва награда за скулптуру на II Сарајевском салону (1969)
- Прва награда на конкурсу за рјешавање спомен фонтане у Бусовачи (1969)
- Шестоаприлска награда града Сарајева (1971)
- Награда скупштине града Сарајева за скулптуру на IV Сарајевском салону (1971)
- Друга награда на конкурсу за спомен-обиљежје у Тосовчићима (1972)
- Годишња награда за скулптуру на Шестоаприлској изложби Удружења (1973)
- Гранд прикс на II интернационалном биеналу мале пластике у Будимпешти (1973)
- Прва награда за скулптуру на VI Сарајевском салону (1973)
- Прва награда за скулптуру у Ликовном салону „13.октобар” на Цетињу (1973)
- Прва награда за скулптуру на IV салону у Бања Луци (1973)
- Посебно признање жирија на VII Сарајевском салону (1974)
- Двадесетседмојулска награда Босне и Херцеговине (1974)
- Награда на II Биеналу југословенске мале пластике у Мурској Соботи (1975)
- Почасна диплома на интернационалној изложби мале скулптуре у Габрову (1975)
- Награда Савезног фонда „Моша Пијаде” на изложби Савеза ликовних умјетника Југославије у Сарајеву (1975)
- Друга награда на конкурсу за спомен-обиљежје у Крагујевцу (1975)
- Плакета југословенске смотре „Мермер и звуци” (1975)
- Прва награда за скулптуру на изложби Collegium artisticum ’76 (1976)
- Прва награда на општејугословенском конкурсу и извођење споменика Битке за рањенике на Макљену (1977)
- Прва награда на изложби Collegium artisticum ’80 (1980)
- Награда за скулптуру на изложби у част ослобођења Шапца (1980)
- Награда Републике Македоније за скулптуру на изложби Савеза ликовних умијетника Југославије у Скопљу (1981)
- Награда за скулптуру на изложби „Ликовна уметност у Шапцу од 1900. до 1980. године” (1982)
- Награда за скулптуру на изложби у част ослобођења Шапца (1982)
- Награда за цртеж на VIII Тријеналу савременог југословенског цртежа у Сомбору (1984)
- Награда ЗАВНОБИХ-а за животно дјело (1985)
- Награда за скулптуру на изложби „Сићево ’86” у НИшу (1986)
- Југословенска ликовна награда дневника „Ослобођење” за 1987. годину (1987)
- Награда за скулптуру на изложби у част ослобођења Шапца (1988)
- Награда „Жика Поповић” за унапређење ликовних умјетности Шабац (1988)

## Споменици и скулптуре у јавним објектима
- Споменик борцима лешничке партизанске чете код Богатића у Мачви (вјештачки камен, 1961)
- Спомен фонтана захвалности Шапчана у селу Јарак у Срему (вјештачки камен, 1961)
- Спомен гробље жртава фашизма (са инг.арх. Н. Бркић) у Шапцу (камен и бронза, 1961)
- Просторна скулпторална композиција Сребрена висораван у ентеријеру хотела „Зелени венац” у Шапцу (ковано гвожђе, 1962)
- Биста народног хероја Павла Горанина пред истоименом школом у Сарајеву (бронза, 1966)
- Скулптура Пупољак у Скупштини града Сарајева (бронза, 1968)
- Спомен фонтана у част шестогодишњице Бусоваче, трг у Бусовачи (вјештачки камен, 1969)
- Скулптура Направа за моју Данку, представништво фармацеутске куће „Галеника” у Сарајеву (дрво, 1973)
- Скулптуре Пешчаник и ђерам у вили Горица у Бугојну (1974)
- Скулптура Јужни лукобран у Скупштини Републике Босне и Херцеговине (дрво и коноп, 1975)
- Скулптура Теразије у улазном холу књижарске куће „Свјетлост” Сарајево (дрво и коноп, 1976)
- Споменик битке за рањенике на планини Макљен изнад Прозора (вјештачки камен, 1978)
- Скулптура Небеска кочија у улазнном холу хотела „Holiday Inn” у Сарајеву (дрво и коноп, 1983)
- Декански ланац и плакета Стоматолошког факултета у Сарајеву (посребрена бронза, 1984)